# Meridiaankijker

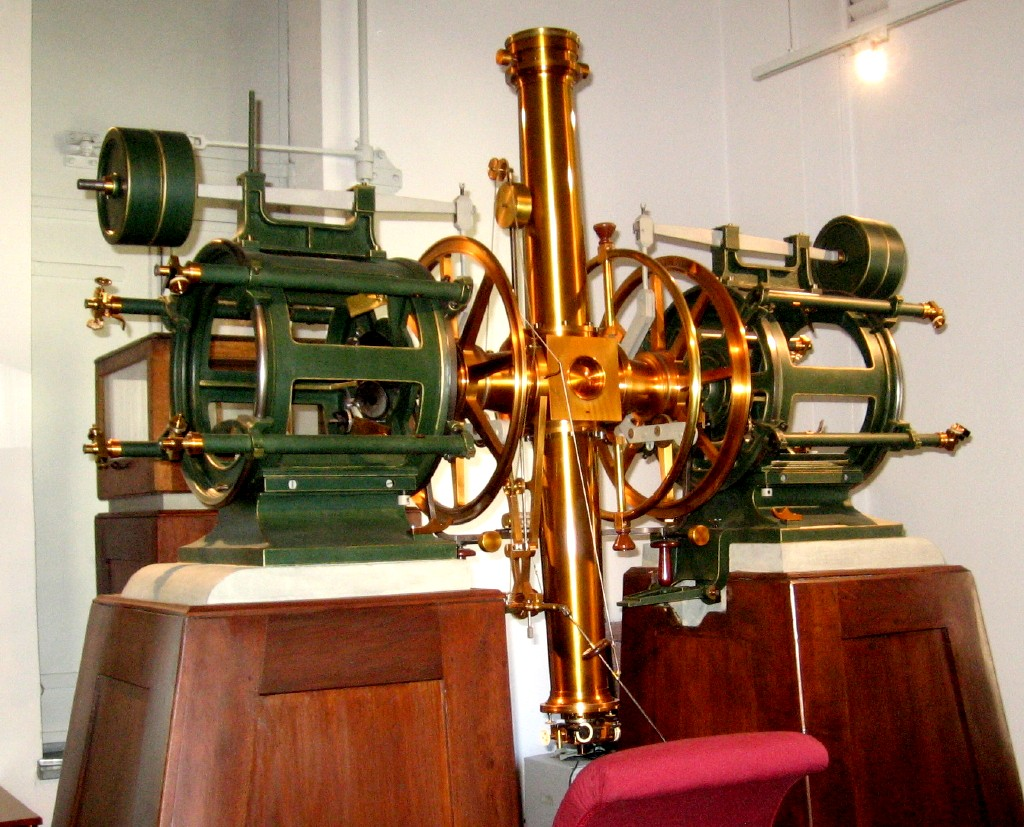
Meridiaankijker

Een meridiaankijker of meridiaancirkel is een speciale telescoop die zo is gemonteerd dat hij alleen in het vlak van de meridiaan kan draaien. De kijker kan daarmee precies op het zuiden gericht worden en alleen maar in noord-zuidrichting bewegen en niet oost-west (heen en weer). De meridiaankijker kijkt dus alleen maar in de richting van een punt op de meridiaan. Hij kan op die manier gebruikt worden om te bepalen wanneer hemellichamen hun hoogste stand bereiken, dit bereiken van de hoogste stand wordt culmineren genoemd. Via een schaalverdeling kan de culminatiehoogte als hoekmaat afgelezen worden.
Het exacte tijdstip van culminatie kan weer gebruikt wordt om de precieze draaiing van de aarde te bepalen en is zo eeuwen de basis geweest van tijdmeting, Andersom kan de exacte positie van hemellichamen worden bepaald, als de draaiing van de aarde bekend is.
Meridiaankijkers waren de opvolgers van muurkwadranten. Het instrument werd ontwikkeld door Ole Rømer en had een belangrijke plaats in vele sterrenwachten tussen 1810 en 1950.